# Lenny (Asimov)
A Lenny Isaac Asimov egyik sci-fi novellája, amely az Infinity Science Fiction magazin 1958. januári számában jelent meg. Magyarul a Robottörténetek című novelláskötetben olvasható.

## Történet
|  | Alább a cselekmény részletei következnek! |

Az Amerikai Robot és Gépember Rt. 2025-ben látogatásokat indít a gyárba, így próbálják reklámozni a munkalehetőségeket, amiket kínálnak. A Frankenstein-komplexusnak köszönhetően ugyanis néhány posztra egyszerűen nincsen jelentkező. Az egyik ilyen túra során a tizenhat éves Mortimer W. Jakobson megnyom néhány gombot a kihelyezett gépen, aminek billentyűzetét elfelejtették lezárni. Ennek a néhány mozdulatnak köszönhetően a legfrissebb LNE modell csökkentett képességekkel készül el: a néhány plusz utasítás, amit Mortimer betáplált, teljesen leblokkolja a robot felnőtt tulajdonságait, így gyakorlatilag egy robot-csecsemő készül el.
Lennyt Susan Calvin kezdi el gondozni, megtanítja egy-két dologra. A robot viszont eltöri egy munkás kezét, ami miatt szét akarják szerelni. Calvin megmutatja Lanningnek és Bogertnek, hogy a robot az első törvényt sem sértette meg, csak önvédelemből cselekedett, hiszen nincs tudatában az erőviszonyoknak. A támadás így is rombolhatja a cég hírnevét, azonban Calvin azt javasolja, terjesszék el, hátha a veszély és izgalom jobban vonzza az igazi leendő robotszakértőket, mint a magas fizetés. A két férfi szerint igaza lehet a nőnek, viszont tisztában vannak azzal is, hogy Calvin meg akarja tartani magának Lennyt, ugyanis ő az egyetlen „gyermeke”.

## Megjelenések

### angol nyelven
1. Infinity Science Fiction, 1958. január
2. The Expert Dreamers (Doubleday, 1962)
3. The Expert Dreamers (Gollancz, 1963)
4. The Rest of the Robots (Doubleday, 1964)
5. Eight Stories from The Rest of the Robots (Pyramid, 1966)
6. Androids, Time Machines and Blue Giraffes (Follett, 1973)
7. Science Fiction Stories (Ward Lock Educational, 1975)
8. Visions of Tomorrow (Pocket, 1976)
9. The Complete Robot (Doubleday, 1982)
10. The Robot Collection (Doubleday, 1983)

### magyar nyelven
1. Galaktika, 1992. március (ford.: Baranyi Gyula)
2. Robottörténetek, II. kötet (Móra, 1993, ford.: Baranyi Gyula)
3. Isaac Asimov teljes Alapítvány-Birodalom-Robot Univerzuma, I. kötet (Szukits, 2001, ford.: Baranyi Gyula)

| Előző                 | Sorozat                                               | Következő       |
| --------------------- | ----------------------------------------------------- | --------------- |
| Tökéletes kiszolgálás | Robot sorozat Alapítvány–Birodalom–Robot regényciklus | Az eltűnt robot |